# Skuseomyia eximia
Skuseomyia eximia là một loài ruồi trong họ Limoniidae. Chúng phân bố ở miền Australasia.